# Affalterbach
Affalterbach là một đô thị ở huyện Ludwigsburg (huyện) ở bang Baden-Württemberg ở miền nam Đức, gần Stuttgart.
Diện tích là 10,25 km2, dân số cuối năm 2006 là 4619 người.
Affalterbach là nơi đặt trụ sở Mercedes-AMG.